# Kampyle de Eudóxio

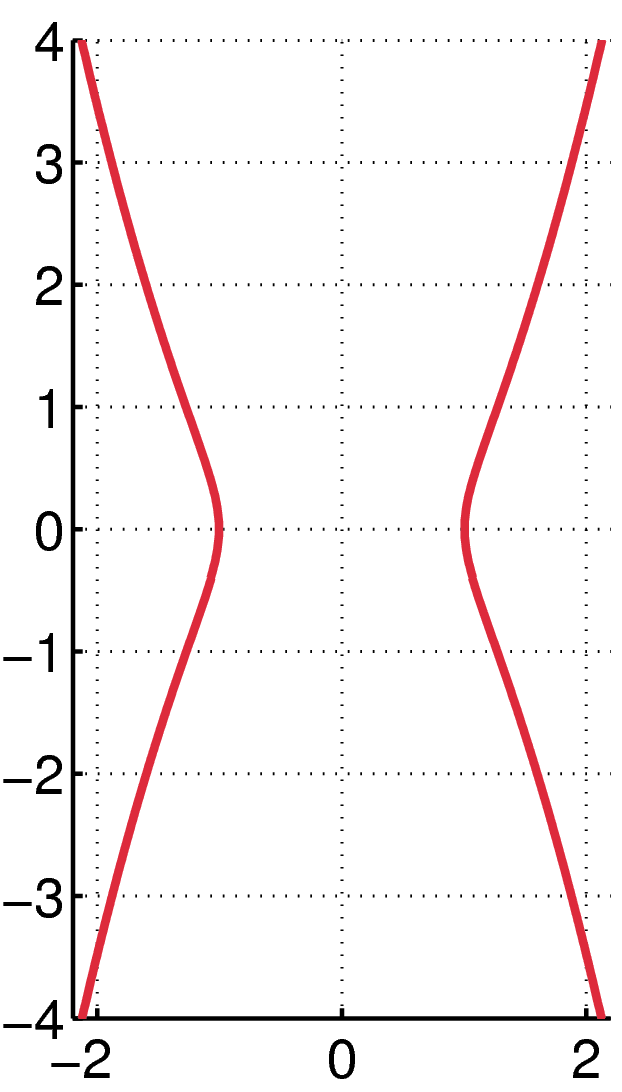
Um grafo da Kampyle de Eudóxio com a = 1

Kampyle de Eudóxio ou Eudoxo (em grego: καμπύλη [γραμμή], "[linha] curvada, curva") é uma curva determinada por uma equação cartesiana:
{\displaystyle x^{4}=a^{2}(x^{2}+y^{2}),}
da qual a solução x = y = 0 é retirada.

## Parametrizações alternativas
Nas coordenadas polares, a Kampyle possui a seguinte equação
{\displaystyle r=a\sec ^{2}\theta .}
Analogamente, tem uma representação paramétrica como
{\displaystyle x=a\sec(t),\quad y=a\tan(t)\sec(t).}

## História
Esta curva quártica foi estudada pelo astrónomo e matemático grego Eudoxo de Cnido (c. 408 a.C. – c. 347 a.C.), em relação ao problema clássico da duplicação do cubo.

## Propriedades
A Kampyle é simétrica em ambos os eixos: {\displaystyle x} e {\displaystyle y}. Corta o eixo {\displaystyle x} em (±a,0). Tem pontos de inflexão em
{\displaystyle \left(\pm a{\frac {\sqrt {6}}{2}},\pm a{\frac {\sqrt {3}}{2}}\right)}
(quatro inflexões, uma em cada quadrante). A primeira metade da curva é assimptota a {\displaystyle x^{2}/a-a/2} quando {\displaystyle x\to \infty }, e pode ser escrita como
{\displaystyle y={\frac {x^{2}}{a}}{\sqrt {1-{\frac {a^{2}}{x^{2}}}}}={\frac {x^{2}}{a}}-{\frac {a}{2}}\sum _{n=0}^{\infty }C_{n}\left({\frac {a}{2x}}\right)^{2n},}
onde
{\displaystyle C_{n}={\frac {1}{n+1}}{\binom {2n}{n}}}
é o {\displaystyle n}-ésimo número de Catalan.